# Mistrzostwa Ibero-Amerykańskie w Lekkoatletyce 2010
14. Mistrzostwa Ibero-Amerykańskie w Lekkoatletyce – zawody lekkoatletyczne rozegrane w dniach 4–6 czerwca 2010 w hiszpańskim mieście San Fernando. Główną areną zawodów był Estadio Iberoamericano 2010.
W mistrzostwach wzięło udział 459 lekkoatletów z 29 państw hiszpańsko bądź portugalskojęzycznych.

## Rezultaty

### Mężczyźni
| Konkurencja:            | 1. miejsce                                                             | Rezultat  | 2. miejsce                                                                                       | Rezultat  | 3. miejsce                                                                   | Rezultat  |
| 100 m                   | Nílson Andrè                                                           | 10,24     | Yuniel Pérez                                                                                     | 10,37     | Daniel Grueso                                                                | 10,39     |
| 200 m                   | Nílson Andrè                                                           | 20,94     | Rolando Palacios                                                                                 | 21,20     | Yazaldes Nascimento                                                          | 21,31     |
| 400 m                   | Nery Brenes                                                            | 45,19     | William Collazo                                                                                  | 45,33     | Héctor Carrasquillo                                                          | 45,60     |
| 800 m                   | Yeimer López                                                           | 1:45,36   | Kléberson Davide                                                                                 | 1:45,82   | Antonio Manuel Reina                                                         | 1:46,15   |
| 1500 m                  | David Bustos                                                           | 3:43,19   | Eduard Villanueva                                                                                | 3:43,72   | Leandro Oliveira                                                             | 3:44,08   |
| 3000 m                  | Leandro Oliveira                                                       | 8:15,55   | Reyes Estévez                                                                                    | 8:15,58   | Joilson da Silva                                                             | 8:16,58   |
| 5000 m                  | Ayad Lamdassem                                                         | 13:32,48  | Marílson dos Santos                                                                              | 13:34,92  | Miguel Ángel Bárzola                                                         | 13:42,55  |
| 3000 m z przeszkodami   | José Sánchez                                                           | 8:31,80   | Mário Teixeira                                                                                   | 8:32,21   | Alberto Paulo                                                                | 8:34,52   |
| 110 m ppł               | Héctor Cotto                                                           | 13,54     | Jackson Quiñónez                                                                                 | 13,65     | Anselmo Gomes da Silva                                                       | 13,82     |
| 400 m ppł               | Omar Cisneros                                                          | 49,19     | Andrés Silva                                                                                     | 49,58     | Mahau Suguimati                                                              | 49,87     |
| Sztafeta 4 x 100 metrów | Portoryko · Marcos Amalbert · Yavid Zackey · Luis López · Miguel López | 39,31     | Hiszpania · Iván Mocholí · Ángel David Rodríguez · Alberto Gavaldá · Daniel Molowny              | 39,45     | Kolumbia · Álvaro Gómez · Luis Carlos Núñez · Isidro Montoya · Daniel Grueso | 39,76     |
| Sztafeta 4 x 400 metrów | Kuba · Omar Cisneros · Yeimer López · Yuniel Pérez · William Collazo   | 3:04,86   | Brazylia · Hederson Estefani · Wagner Francisco Cardoso · Kléberson Davide · Eduardo Vasconcelos | 3:05,43   | Wenezuela · Freddy Mezones · Arturo Ramírez · Omar Longart · Albert Bravo    | 3:05,53   |
| Chód na 20 000 metrów   | Francisco Arcilla                                                      | 1:24:38,4 | Yerko Araya                                                                                      | 1:25:27,5 | Pedro Isidro                                                                 | 1:25:54,7 |
| Skok wzwyż              | Javier Bermejo                                                         | 2,24      | Wanner Miller                                                                                    | 2,18      | Carlos Layoy                                                                 | 2,18      |
| Skok o tyczce           | Lázaro Borges                                                          | 5,60      | Fábio da Silva                                                                                   | 5,55      | Edi Maia                                                                     | 5,30      |
| Skok w dal              | Wilfredo Martínez                                                      | 8,04      | Joan Lino Martínez                                                                               | 7,68      | Mauro da Silva                                                               | 7,60      |
| Trójskok                | Alexis Copello                                                         | 17,28     | Yoandri Betanzos                                                                                 | 17,19     | Jadel Gregório                                                               | 16,82     |
| Pchnięcie kulą          | Marco Fortes                                                           | 20,69     | Germán Lauro                                                                                     | 20,43     | Carlos Véliz                                                                 | 20,20     |
| Rzut dyskiem            | Mario Pestano                                                          | 63,01     | Frank Casañas                                                                                    | 62,08     | Jorge Fernández                                                              | 61,76     |
| Rzut młotem             | Roberto Janet                                                          | 73,82     | Juan Ignacio Cerra                                                                               | 71,37     | Wagner Domingos                                                              | 70,95     |
| Rzut oszczepem          | Guillermo Martínez                                                     | 81,71     | Víctor Fatecha                                                                                   | 76,34     | Dairon Márquez                                                               | 74,77     |
| Dziesięciobój           | Luiz Alberto de Araújo                                                 | 7816 pkt. | Agustín Félix                                                                                    | 7395 pkt. | Román Gastaldi                                                               | 7290 pkt. |

### Kobiety
| Konkurencja:            | 1. miejsce                                                                       | Rezultat  | 2. miejsce                                                                            | Rezultat  | 3. miejsce                                                                           | Rezultat  |
| 100 m                   | Ana Claudia da Silva                                                             | 11,38     | Erika Rivera                                                                          | 11,45     | Digna Luz Murillo                                                                    | 11,49     |
| 200 m                   | Erika Rivera                                                                     | 23,18     | Roxana Díaz                                                                           | 23,25     | Carol Rodriguez                                                                      | 23,54     |
| 400 m                   | Daysurami Bonne                                                                  | 52,25     | Yennifer Padilla                                                                      | 52,68     | Jailma de Lima                                                                       | 52,86     |
| 800 m                   | Andrea Ferris                                                                    | 2:02,86   | Rose M. Almanza                                                                       | 2:03,03   | Indira Terrero                                                                       | 2:03,24   |
| 1500 m                  | Nuria Fernández                                                                  | 4:05,71   | Juliana Paula dos Santos                                                              | 4:07,30   | Jéssica Augusto                                                                      | 4:08,32   |
| 3000 m                  | Jéssica Augusto                                                                  | 8:46,59   | Iris María Fuentes-Pila                                                               | 9:06,24   | Diana Martín                                                                         | 9:06,53   |
| 5000 m                  | Judith Plá                                                                       | 15:43,20  | Simone da Silva                                                                       | 15:49,79  | Yolanda Caballero                                                                    | 15:50,18  |
| 3000 m z przeszkodami   | Rosa María Morató                                                                | 9:40,26   | Zulema Fuentes-Pila                                                                   | 9:53,75   | Sabine Heitling                                                                      | 9:56,02   |
| 100 m ppł               | Anay Tejeda                                                                      | 12,84     | Brigith Merlano                                                                       | 13,10     | Shantia Moss                                                                         | 13,25     |
| 400 m ppł               | Zudikey Rodriguez                                                                | 56,33     | Patrícia Lopes                                                                        | 57,50     | Laia Forcadell                                                                       | 57,73     |
| Sztafeta 4 x 100 metrów | Brazylia · Ana Claudia da Silva · Vanda Gomes · Thaíssa Presti · Bárbara Leôncio | 43,97     | Kolumbia · Eliecet Palacios · Alejandra Idrovo · Darlenis Obregón · Yomara Hinestroza | 44,29     | Hiszpania · Ana Torrijos · Digna Luz Murillo · Estela García · Amparo María Cotán    | 44,38     |
| Sztafeta 4 x 400 metrów | Kuba · Roxana Díaz · Indira Terrero · Susana Clement · Daysurami Bonne           | 3:30,73   | Meksyk · Karla Dueñas · Nallely Vela · Gabriela Medina · Zudikey Rodriguez            | 3:32,96   | Brazylia · Sheila Ferreira · Bárbara de Oliveira · Aline dos Santos · Jailma de Lima | 3:33,17   |
| Chód na 10 000 metrów   | Ana Cabecinha                                                                    | 43:31,21  | Julia Takács                                                                          | 43:35,50  | Inês Henriques                                                                       | 44:31,27  |
| Skok wzwyż              | Ruth Beitia                                                                      | 1,89      | Lesyanís Mayor                                                                        | 1,86      | Romary Rifka                                                                         | 1,83      |
| Skok o tyczce           | Fabiana Murer                                                                    | 4,85      | Anna María Pinero Karla da Silva                                                      | 4,30      |                                                                                      |           |
| Skok w dal              | Concepción Montaner                                                              | 6,45      | Vanessa Seles                                                                         | 6,29      | Eliane Martins                                                                       | 6,17      |
| Trójskok                | Yargelis Savigne                                                                 | 14,62     | Katerina Ibargüen                                                                     | 14,29     | Patricia Sarrapio                                                                    | 14,10     |
| Pchnięcie kulą          | Misleydis González                                                               | 18,52     | Natalia Ducó                                                                          | 17,10     | Úrsula Ruiz                                                                          | 16,97     |
| Rzut dyskiem            | Yarisley Collado                                                                 | 60,23     | Yarelis Barrios                                                                       | 59,96     | Elisângela Adriano                                                                   | 58,86     |
| Rzut młotem             | Jennifer Dahlgren                                                                | 70,91     | Berta Castells                                                                        | 68,37     | Rosa Rodríguez                                                                       | 67,58     |
| Rzut oszczepem          | Mercedes Chilla                                                                  | 62,39     | Sílvia Cruz                                                                           | 53,43     | Nuria Ferrer                                                                         | 51,90     |
| Siedmiobój              | Soledad Donzino                                                                  | 5459 pkt. | Estefanía Fortes                                                                      | 5406 pkt. | Bárbara Hernando                                                                     | 5314 pkt. |

## Rekordy
Podczas zawodów ustanowiono 12 krajowych rekordów w kategorii seniorów:
| Zawodnik                 | Reprezentacja | Konkurencja                   | Rezultat |
| ------------------------ | ------------- | ----------------------------- | -------- |
| Héctor Carrasquillo      | Portoryko     | bieg na 400 m                 | 45,60    |
| Rafith Rodriguez         | Kolumbia      | bieg na 800 m                 | 1:46,97  |
| Álvaro Vásquez           | Nikaragua     | bieg na 3000 m z przeszkodami | 9:04,02  |
| Héctor Cotto             | Portoryko     | bieg na 110 m przez płotki    | 13,54    |
| Marco Fortes             | Portugalia    | pchnięcie kulą                | 20,69    |
| Germán Lauro             | Argentyna     | pchnięcie kulą                | 20,43    |
| Juliana Paula dos Santos | Brazylia      | bieg na 1500 m                | 4:07,30  |
| Rosa Godoy               | Argentyna     | bieg na 3000 m                | 9:10,24  |
| Rosa Godoy               | Argentyna     | bieg na 5000 m                | 15:53,76 |
| Rocío Huillca            | Peru          | bieg na 3000 m z przeszkodami | 10:25,42 |
| Fabiana Murer            | Brazylia      | skok o tyczce                 | 4,85     |
| Katerina Ibargüen        | Kolumbia      | trójskok                      | 14,29    |